# Сафронов, Валентин Григорьевич
Валентин Григорьевич Сафронов (25 июля 1927, Москва — 7 июля 2011, Альменево, Курганская область) — русский советский поэт, фронтовик.

## Биография
Валентин Григорьевич Сафронов родился 25 июля 1927 года в городе Москве.
Участник Великой Отечественной войны. 19 сентября 1943 года ушёл добровольцем на фронт и Фрунзенским РВК направлен в школу юнг при учебном отряде Северного Флота. Участвовал в боях 3-го Украинского фронта.
После войны вернулся в Москву. Окончив курсы мастеров-строителей, участвовал в возведении Московского государственного университета и Главпочтамта
С 1965 года работал на различных стройках страны: строил Шелеховский алюминиевый комбинат, работал на алтайской целине, на стройках Архангельской, Свердловской, Тюменской областей. С 1971 года — на стройках Курганской области. Работал вздымщиком в лесхозе. С 1983 года жил в райцентре Альменево.
С 1998 года член Союза профессиональных литераторов.
В Союз писателей России принят в 2007 году, состоял на учёте в Курганской областной писательской организации.
Валентин Григорьевич Сафронов скончался 7 июля 2011 года в селе Альменево Альменевского сельсовета Альменевского района Курганской области, ныне село — административный центр Альменевского муниципального округа той же области.

## Творчество
Первые стихотворные опыты относятся к началу 1960-х годов. Его настоящая творческая работа начинается после выхода на пенсию. Стихи поэта опубликованы в альманахе «Тобол», журнале «Сибирский край», газетах «Новый мир» и «Зауралье», в поэтических сборниках «Чтоб сердце пламенело», «Священна память о войне».
Книги:
- Сафронов В. Парамоновские лебеди. — Курган: Периодика, 1990. — 41 с. — 3000 экз.
- Сафронов В.Г. Душа бунтует и скорбит. — Шумиха: Шумихинская межрайонная типография, 2005. — 190 с.

## Награды
- Орден Отечественной войны II степени, 6 ноября 1985 года[6]
- Медаль «За победу над Германией в Великой Отечественной войне 1941—1945 гг.»
- Медаль «За взятие Будапешта»
- Медаль «За взятие Вены»
- Медаль «За освобождение Белграда»